# Эммендинген (район)
Эммендинген (нем. Emmendingen) — район в Германии. Центр района — город Эммендинген. Район входит в землю Баден-Вюртемберг. Подчинён административному округу Фрайбург. Занимает площадь 679,90 км². Население — 156 773 человека. Плотность населения — 230 человек/км².
Официальный код района — 08 3 16.
Район подразделяется на 24 общины.

## Города и общины
Города
1. Эльцах (7 157)
2. Эммендинген (26 110)
3. Эндинген (9 048)
4. Хербольцхайм (9 772)
5. Кенцинген (9 098)
6. Вальдкирх (20 275)

Объединения общин
Общины
1. Балинген (3 796)
2. Бидербах (1 755)
3. Денцлинген (13 318)
4. Форхгайм (1 269)
5. Фрайамт (4 272)
6. Гутах-им-Брайсгау (4 476)
7. Мальтердинген (2 921)
8. Ройте (3 155)
9. Райнхаузен (3 348)
10. Ригель (3 530)
11. Засбах (3 344)
12. Зексау (3 178)
13. Зимонсвальд (3 101)
14. Тенинген (11 923)
15. Фёрштеттен (2 843)
16. Вайсвайль (2 128)
17. Винден-им-Эльцталь (2 874)
18. Виль (3 729)